# 1217
Năm 1217 là một năm trong lịch Julius.